# Membracis
Membracis ist eine Gattung der Buckelzikaden oder Buckelzirpen (Membracidae), einer Familie der Rundkopfzikaden (Cicadomorpha) aus der Überfamilie der Membracoidea.
Die Gattung enthält 48 Arten die hauptsächlich in Süd- und Mittelamerika (Neotropis) vorkommen. Zwei Arten (M. mexicana und M. nigra) kommen auch in der Nearktis, in Mexiko und im Südwesten der USA vor.
Wie bei allen Membracidae ist das Pronotum vergrößert. Charakteristisch in dieser Gattung ist, dass das Pronotum seitlich zusammengedrückt, flach blattförmig, von der Seite gesehen rund, helmförmig, ist. Diese Buckelzikaden sind in der Regel etwa 8 bis 13 mm groß und oft sehr bunt und auffällig gefärbt.
Häufig sind die Arten der Gattung Membracis in Gruppen auf Ästen zu finden. Insbesondere die Larven leben oft in Gruppen, wo sie mit Ameisen vergesellschaftet sind. Die Weibchen legen ihre Eier in großer Anzahl an junge Zweige und Blätter und schützen diese mit einer schaumigen Substanz.
Die Buckelzikaden der Gattung Membracis kommen auf sehr vielen verschiedenen Pflanzen vor, deren Pflanzensäfte sie saugen. Sie sind sehr oft mit Ameisen vergesellschaftet.
Manche Arten der Gattung Membracis gelten als Schädlinge. Zum Beispiel sind von Membracis mexicana sowohl die Larven als auch die adulten Zikaden in Honduras ein Pflanzenschädling an Stachelannone (Annona muricata) und in Costa Rica an Straucherbse (Cajanus cajan).